# 9298 Geake
9298 Geake eller 1985 JM är en asteroid i huvudbältet som upptäcktes den 15 maj 1985 av den amerikanske astronomen Edward L.G. Bowell vid Anderson Mesa Station. Den är uppkallad efter John E. Geake.
Asteroiden har en diameter på ungefär 14 kilometer.